# Oath Keepers

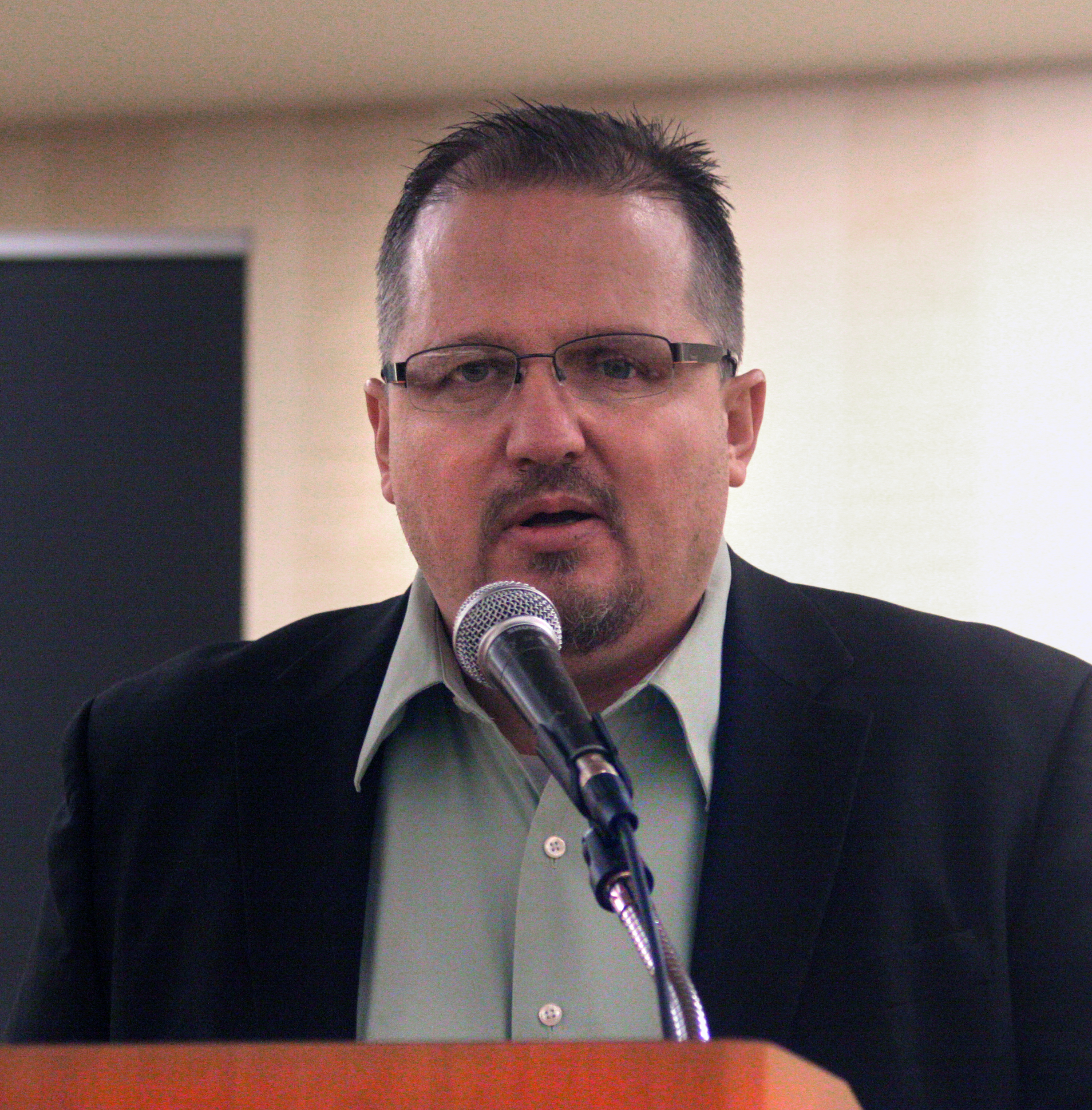
Stewart Rhodes 2011.

Oath Keepers este o miliție americană cu convingeri antiguvernamentale și de extremă-dreapta care se descrie drept o asociație fără afiliere politică⁠(d) formată din soldați activi sau în rezervă, polițiști și primi respondenți⁠(d) a căror scop principal este - odată depus jurământul - „apărarea Constituției în fața inamicilor, fie ei străini și interni”. Membrii acestei miliții sunt încurajați să nu respecte ordinele care intră în contradicție cu Constituția Statelor Unite. Organizația susținea în 2016 că are 35.000 de membri în componență.
Câteva organizații care monitorizează terorismul domestic și grupurile care incită la ură descriu Oath Keepers drept radicală sau extremistă. Mark Pitcavage din Anti-Defamation League (ADL) caracterizează grupul ca fiind format din „extremiști înarmați până în dinți cu o mentalitate conspirativă și antiguvernamentală care căutau potențiale confruntări cu guvernul”. Southern Poverty Law Center (SPLC) îl descrie pe întemeietorul grupului drept un extremist, iar planurile sale de a crea unități locale de miliție „înfricoșătoare”. Conform SPLC, convingerile Oath Keepers sunt conspirative și sunt asociate cu mișcarea cetățenilor suverani și grupul supremațist Posse Comitatus⁠(d). Organizația este, din punctul de vedere al lui Mark Potok, „doar un grup antiguvernamental care crede într-o mulțime delirantă de teorii conspirative”.
Prezența membrilor înarmați pe străzile și acoperișurile din Ferguson, Missouri în perioada revoltelor⁠(d) din 2014 și 2015 a creat controverse.

## Istoric
Oath Keepers a fost înființată în martie 2009 de Elmer Stewart Rhodes. Rhodes este absolvent al Yale Law School, fost parașutist⁠(d) al armatei Statelor Unite și fost membru al staffului republicanului Ron Paul. Pe 8 decembrie 2015, Rhodes a fost dat afara din barou de către Curtea Supremă din Montana⁠(d) din cauza încălcării conduitei profesionale după ce a refuzat să răspundă la două plângeri depuse împotriva sa la tribunalul districtului din Arizona⁠(d).
Rhodes a fost inspirat de ideea că Adolf Hitler ar fi putut fi oprit dacă soldații și polițiștii germani ar fi refuzat să-i urmeze ordinele. Într-un articol pentru S.W.A.T. Magazine din 2008, Rhodes precizează: „Nu se poate întâmpla aici dacă majoritatea polițiștilor și soldaților își respectă jurământul și apără Constituția, refuzând aplicarea decretelor neconstituționale ale Liderului”.

## Membri
Organizația declară pe site-ul propriu că „militarii activi, în rezervă, membri ai Gărzii Naționale⁠(d), polițiști, pompieri, alți primi respondenți (i.e. armata statală⁠(d), ajutoare de șerif, membri ai echipelor de căutare și salvare etc.) și veterani/foști membri ale acestor servicii” pot deveni membri. De asemenea, cei care susțin cauza organizației pot deveni membri asociați. Oath Keepers susține că au 30.000 de membri, deși acest număr este pun la îndoială de unii critici.